# NGC 6982
NGC 6982 (również PGC 65776) – galaktyka spiralna z poprzeczką (SBa), znajdująca się w gwiazdozbiorze Indianina. Odkrył ją John Herschel 8 lipca 1834 roku.